# Aimeric Girard
Aimeri(c) G(u)irard, mort en  1342, est un prélat français  du XIVe siècle, évêque de Nîmes.

## Biographie
Aimeric est issu de la famille de Girard, originaire de Vézénobres en  Bas-Languedoc. Il est professeur de droit et archidiacre de Nîmes, quand il est élu évêque de Nîmes en 1337. Il fonde dans sa cathédrale une chapelle de Saint André. Benoît XII l'envoie à Rome, mais il meurt en revenant rendre compte au Pape de sa mission.